# McFarland (Kansas)
McFarland – miasto w Stanach Zjednoczonych, w stanie Kansas, w hrabstwie Wabaunsee.